# Auguste Véron
Pour les articles homonymes, voir Véron.
Auguste-Joseph Véron, né le 4 janvier 1819 à Saint-Servan en Ille-et-Vilaine, mort le 3 janvier 1901 à Paris, est un vice-amiral et sénateur français.
Il participe notamment à la guerre de Crimée et à l'intervention française au Mexique où il se distingue par son action. Il devient plus tard contre-amiral commandant une division maritime, puis vice-amiral commandant en chef et préfet maritime.
Élu sénateur d'Ille-et-Vilaine, il s'oppose au gouvernement et cherche à promouvoir la construction navale par les arsenaux français ainsi que la flotte de pêche.

## Biographie
Auguste-Joseph, usuellement Auguste, est le fils d'Étienne-Jacques Véron, entrepreneur des travaux publics, et d'Adèle Guibert de la Noe, fille de l'armateur Mathurin Guillaume Guibert de La Noe (1765-1824), maire de Saint-Servan. Auguste choisit de devenir officier de marine et entre à l'École navale en novembre 1835.

### Jeune officier de marine
Il en sort en septembre 1837 comme aspirant de 2e classe, et participe à l'exploration des côtes de l'Afrique occidentale en 1838-1839 par Édouard Bouët-Willaumez. Promu aspirant de 1re classe en octobre 1839, il rejoint la division du Brésil et de La Plata, et participe au blocus de Buenos-Aires. Il est ensuite aux Antilles, à Terre-Neuve puis en Algérie.
Nommé enseigne de vaisseau en décembre 1841, il croise dans les Antilles en 1843. Il devient en mars 1846 à Terre-Neuve le second du vapeur Flambeau, et se distingue dans plusieurs opérations de sauvetage. Il croise ensuite dans la Manche, est promu lieutenant de vaisseau en août 1847. Il supervise en 1850 l'armement du Henri-IV à Cherbourg, puis prend part en octobre 1851 au bombardement de la côte marocaine près de Salé.
Il épouse en 1853 la fille de l'amiral Charles Antoine Gabriel Guillois.

### Guerre de Crimée et autres campagnes

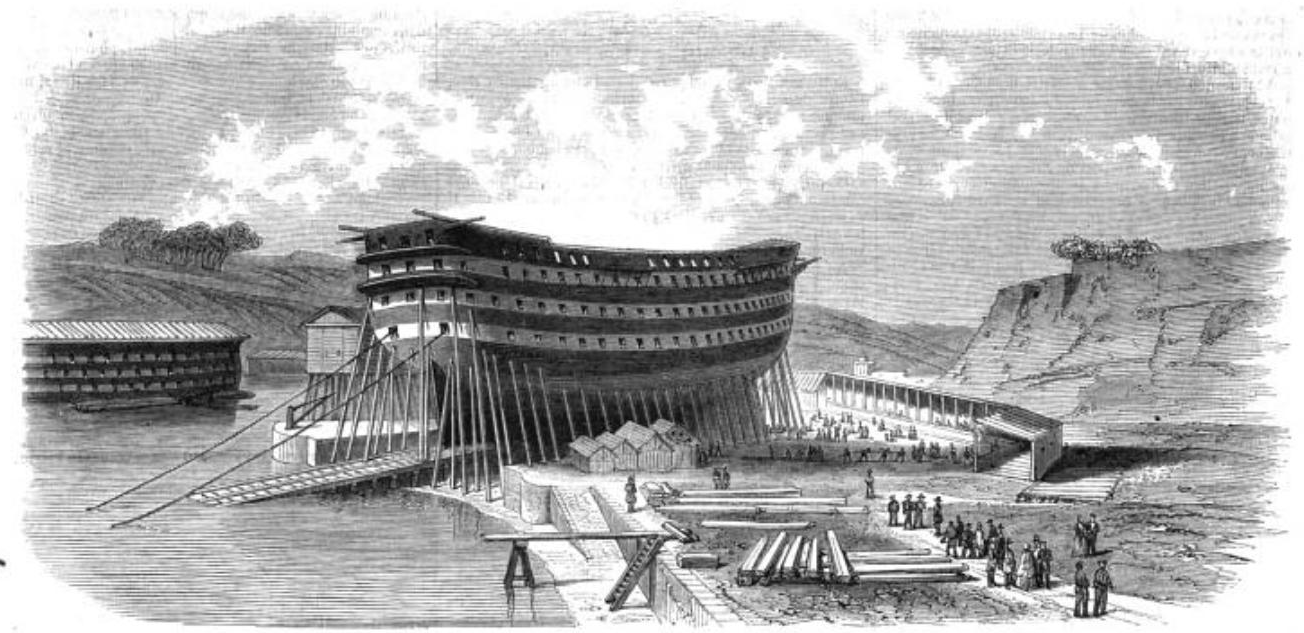
Véron veille à la construction du Bretagne, ici au lancement, dont il est le second.

Dans le cadre de la Guerre de Crimée, Auguste Véron participe sur l’Austerlitz en 1854 à la campagne de la Baltique et à l'attaque de Bomarsund. Nommé membre du Conseil des travaux maritimes en novembre, il est promu capitaine de frégate en décembre 1854. Nommé second du nouveau vaisseau Bretagne, réputé le plus grand vaisseau de l'époque, il en suit l'armement, avant d'aller en mer Noire pour la fin de la guerre.
Il prend le commandement de l’Artémise en mars 1857. Basé en Islande, il effectue deux campagnes en 1857 et 1858 dans les mers nordiques ; il y moissonne beaucoup de renseignements hydrographiques pour le Dépôt des cartes et plans de la Marine. La qualité de ces renseignements lui vaut plusieurs félicitations officielles, et il intègre le Comité hydrographique en octobre 1859.
Second à partir de mai 1860 de la Normandie, frégate cuirassée d'un type nouveau avec une coque de fer, il en surveille l'armement à Cherbourg. Il commande ensuite le Corse en février 1862, dans les eaux du littoral nord.

### Capitaine de vaisseau
Promu capitaine de vaisseau en décembre 1862, il prend en décembre suivant le commandement du Darien. Participant à l'Intervention française au Mexique, plus tard connue sous le nom de « Guerre du Mexique », il embarque à Oran 600 soldats sur son vaisseau et les transporte au Mexique. Il bloque les ports et la côte aux abords de Veracruz, puis prend part aux opérations terrestres, notamment à Bagdad et à Matamoros ; il est pour cela cité à l'ordre du jour.

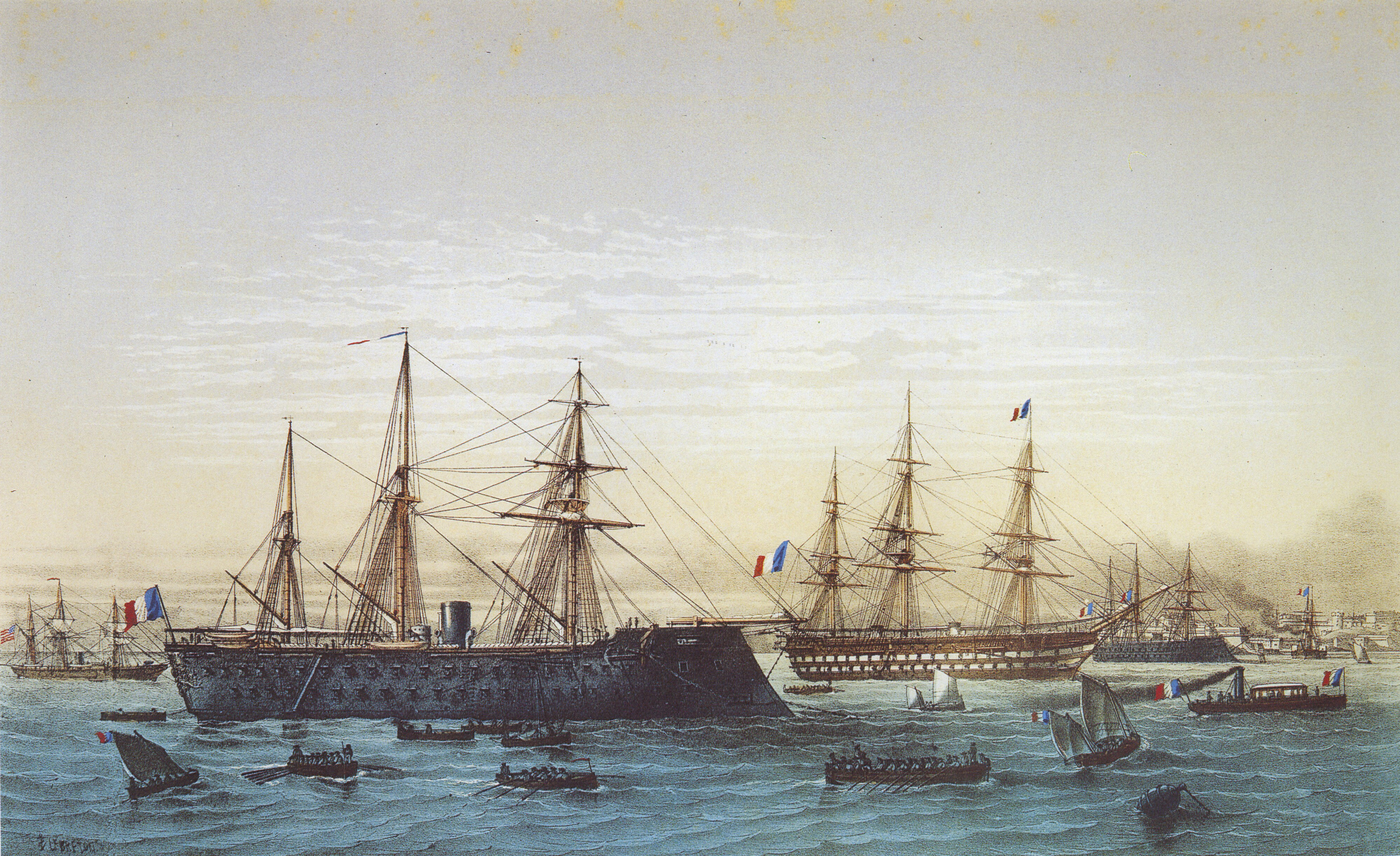
Il commande en 1870 le cuirassé Magenta, ici à gauche.

Envoyé à La Havane, il y est chargé de l'Andromède pour le remorquer jusqu'à New-York. Il commande la station de Terre-Neuve à partir d'avril 1865. L'année suivante, il est examinateur pour les capitaines au long cours et pour les maîtres au cabotage.
En 1869, il commande la division navale du littoral ouest et le Chamois. Au moment où débute la Guerre franco-allemande, en juillet 1870, il est nommé commandant du cuirassé Magenta. Il débarque le mois suivant et décline le commandement de la station de Tahiti, désirant combattre ; il n'obtient pas de poste au combat, et est nommé directeur du port militaire de Cherbourg. En 1871, il est envoyé à Londres comme attaché naval à l'ambassade de France,, en remplacement de Dumas-Vence.

### Amiral
Contre-amiral le 16 mars 1874, Véron est major général à Rochefort en mai 1875. Il commande ensuite la division navale des mers de Chine et du Japon, de décembre 1875 à 1878, et explore les mers orientales pendant deux ans.
À partir de novembre 1878, il fait partie du Conseil d'Amirauté. Promu vice-amiral le 18 septembre 1880, il est commandant en chef et Préfet maritime de Rochefort en mai 1881. Il prend sa retraite en 1884,,.

### Sénateur
L'amiral Véron est élu sénateur le 21 juin 1885, lors d'une élection partielle, présenté par les monarchistes d'Ille-et-Vilaine,. Il siège à droite, critique le traité passé avec Madagascar, vote contre l'exclusion des princes, contre la nouvelle loi militaire, contre la restriction de la liberté de la presse, contre la procédure de Haute Cour de justice à l'encontre du général Boulanger.
Il est réélu au Sénat le 5 janvier 1888,. Ayant comparé la flotte française avec les autres, il insiste sur la nécessité de lancer la construction de plusieurs cuirassés, et préconise, en vain, d'utiliser la compétence des arsenaux militaires plutôt que les entreprises privées. Il défend aussi la flotte de pêche, et ne vote qu'avec réserves l'arrangement de 1891 entre la France et l'Angleterre à propos des pêcheries de Terre-Neuve.
Battu au renouvellement de 1897, il meurt en 1901, retiré de la vie publique. Il était grand officier de la Légion d'honneur.

## Distinctions
- Grand officier de la Légion d'honneur, 1883[4].
- Cité à l'ordre du jour, 1864.
- Témoignages de satisfaction, 1857 et 1858.